# Котовицы

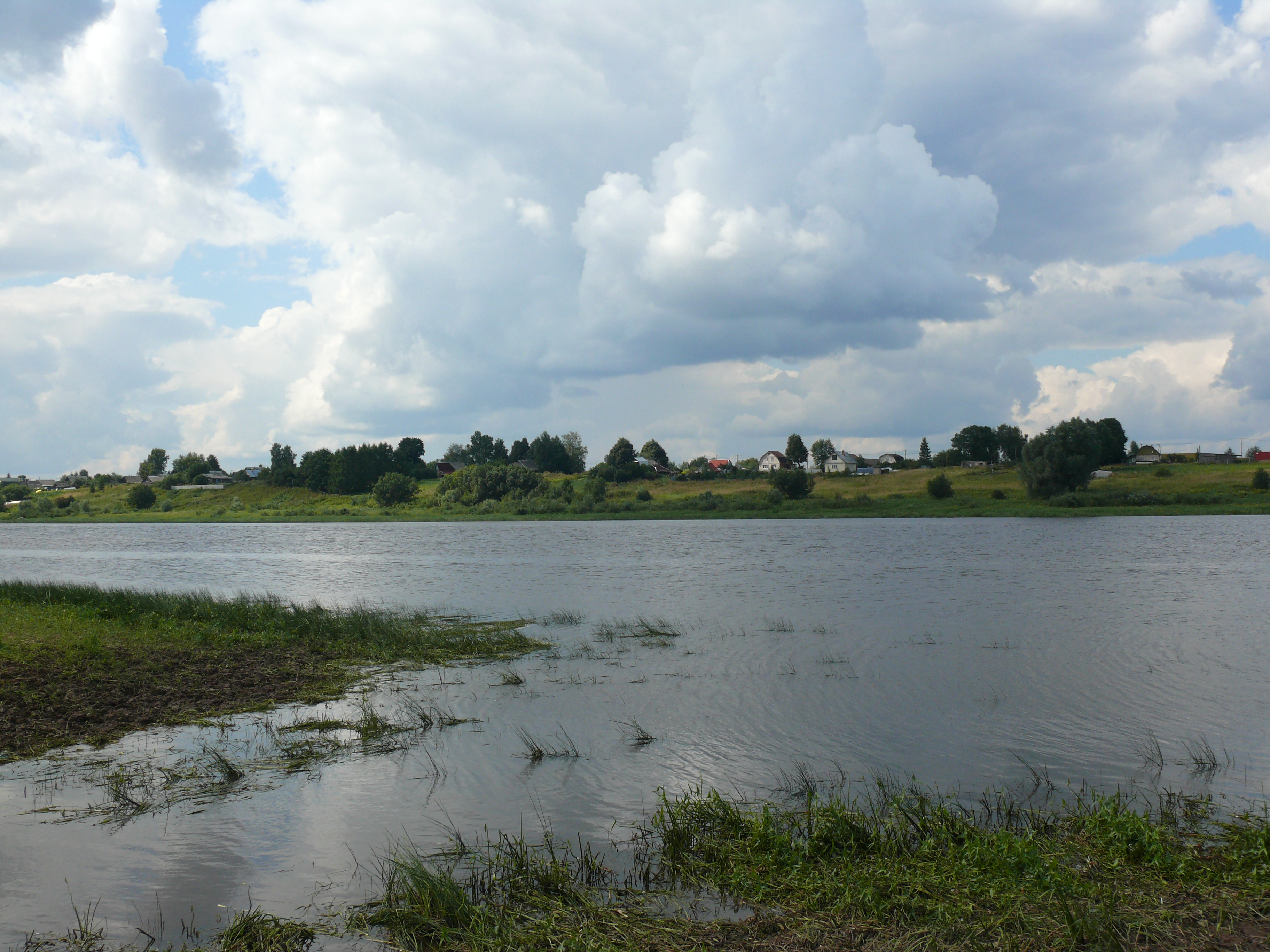
Вид на Котовицы с правого берега Волхова

Котови́цы — деревня в Новгородском муниципальном районе Новгородской области, относится к Трубичинскому сельскому поселению.
Деревня расположена на левом берегу реки Волхов в двух километрах к северу от удалённого микрорайона города Великий Новгород — Кречевицы; в 4 км на запад от деревни находится деревня Чечулино, а на северо-западе в 5 км находится деревня Подберезье. Деревню разделяет на две неравные части насыпь моста через Волхов на участке обхода Великого Новгорода федеральной автодороги М10 «Россия», причём южная часть деревни больше, а сама деревня вытянута вдоль берега реки на полтора километра.
На противоположном берегу расположено урочище Горбы и две деревни: Слутка, к югу от урочища и Пахотная Горка к северу.

## История
Упоминается в писцовых книгах Водской пятины с 1500 года в Ивановском Переездовском погосте, а затем в Пидебской волости, как Хотовичи (в 1500, 1540, 1582, 1646 и 1669 годах), Катовичи (в 1646 году), затем как Котовичи (1678, 1709) и Котовицы (1678, 1718, 1748 и 1788 годах). В начале XX века деревня была приписана к Новгородскому уезду Новгородской губернии и состояла из двух населённых пунктов Котовицы 1-я половина и Котовицы 2-я половина, обе половины относились к Подберезской волости уезда.
В 1941 году во время Великой Отечественной войны Котовицы были оккупированы немецко-фашистскими войсками. 19 января 1944 года войска Волховского фронта под командованием генерала армии Мерецкова освободили деревню (Ленинградско-Новгородская операция).
До весны 2014 года деревня входила в ныне упразднённое Чечулинское сельское поселение.